# Johann Joseph Fux
Johann Joseph Fux (ur. 1660 w Hirtenfeld (Styria), zm. 13 lutego 1741 w Wiedniu) – austriacki kompozytor, teoretyk muzyki i pedagog, przedstawiciel późnego baroku.
Skomponował wiele mszy, oratoriów, oper i psalmów, jednak najbardziej jest znany jako teoretyk muzyki i nauczyciel innych kompozytorów, a także jako autor podręcznika kompozycji-rozprawy o kontrapunktcie z 1725 roku: Gradus ad Parnassum, w którym dokładnie omówił technikę kontrapunktu w stylu renesansowego mistrza Palestriny i innych kompozytorów wcześniejszych.

## Życiorys
Fux urodził się w Hirtenfeld w Styrii w rodzinie chłopskiej.
Stosunkowo niewiele wiemy o czasach jego młodości. Prawdopodobnie wyruszył do pobliskiego Grazu, by otrzymać wykształcenie muzyczne. W 1680 roku rozpoczął studia na [[Uniwersytet 
w Grazu|tamtejszym uniwersytecie]], gdzie mógł się wykazać jako muzyk. Później uczył się też na Uniwersytecie w Ingolstadt (1683 do 1687). Szybko został organistą w kościele św. Maurycego w Ingolstadt i pozostał nim do roku 1688. W tych czasach odwiedził Włochy, gdzie na jego styl duży wpływ wywarł Arcangelo Corelli i kompozytorzy bolońscy.

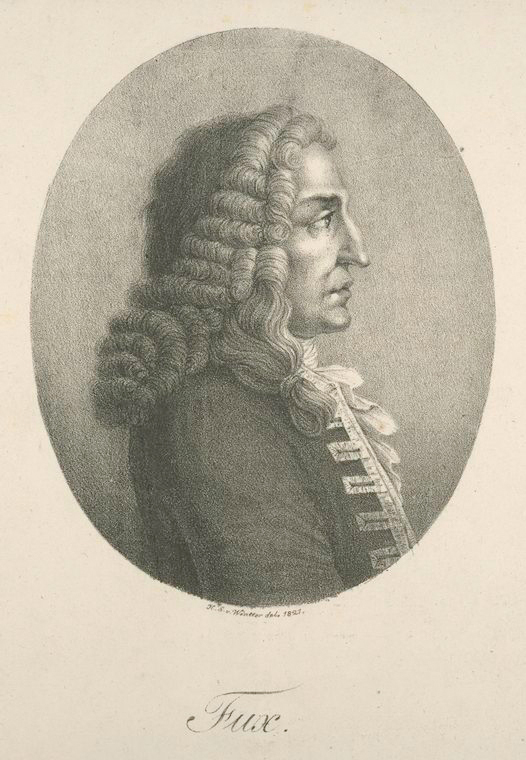
Johann Joseph Fux

Około roku 1690 był w Wiedniu, gdzie cesarz Leopold I wyraził się pochlebnie o stworzonych przez kompozytora mszach. Od tego momentu cesarz popierał karierę muzyczną Fuxa. W 1698 roku Fux został nadwornym kompozytorem, ale dopiero w 1711 roku został oficjalnym Musikdirektor des Hofes. Fux znów pojechał do Włoch w 1700, by studiować w Rzymie. Tam poznał dzieła renesansowego mistrza Palestriny, którego podziwiał odtąd przez całe życie. Większość życia Fux jednak spędził w Wiedniu, gdzie pracował w katedrze św. Szczepana (od 1701 roku) i na dworze cesarskim.
Jego najsłynniejsza opera Costanza e Fortezza została wystawiona w roku 1723 w Pradze z okazji koronacji Karola VI na króla Czech.
Fux służył dwóm następcom Leopolda: Józefowi I i Karolowi VI. Karol VI powierzał mu wysokie stanowiska na dworze. Pod koniec życia widział, że muzyka barokowa ustępuje początkom pre-klasycyzmu. Jednak jego dzieło teoretyczne Gradus ad Parnassum (1725) było chwalone przez kompozytorów wiedeńskiego klasycyzmu. Korzystał z niego Haydn, który polecił je Beethovenowi, sam Beethoven i Mozart, który posiadał własny egzemplarz dzieła.
Bezpośrednio Fux nauczał takich kompozytorów, jak Georg Christoph Wagenseil, Gottlieb Muffat i Jan Dismas Zelenka. Gradus ad Parnassum był właśnie podręcznikiem stosowanym przez mistrza w czasie lekcji kompozycji. Wawrzyniec Krzysztof Mitzler de Kolof, uczeń Bacha i słynny pisarz saski, przetłumaczył w 1745 roku traktat muzyczny Fuxa z łaciny na niemiecki.
Po śmierci żony 8 czerwca 1731 roku (z którą się ożenił w 1696), Fux poświęcił się komponowaniu muzyki religijnej.
Fux zmarł 13 lutego 1741 roku w Wiedniu.

## Dzieła

### Muzyka kościelna
- Missa, Kyrie cum Gloria, Credo, Sanctus et Agnus
- Missa canonica, Kyrie cum Gloria, Credo, Sanctus et Agnus
- Missa Beatissimae Virginis Immaculatae conceptionis, Kyrie cum Gloria, Credo, Sanctus et Agnus
- Missa pro solemn. fest. Kyrie cum Gloria, Credo, Sanctus et Agnus
- Missa brevis, Kyrie cum Gloria, Credo, Sanctus et Agnus
- Missa pro defunctis (1697)
- Requiem skompozowane na pogrzeb żony Lepolda I cesarzowej Eleonory.
- Keiserrequiem (oratorium – Wiedeń 1720)
- Motet Ad te, Dominem, levari animam mea
- Psalm II Confitebor tibi, Domine a quattro voci, due violini, due oboi, due viole, violoncello e organo.
- Missa in contrappunto nel terzo tono:
- Libera me, Domine
- Salve Regina
- Missa col titolo d’alternazione a quattro voci ed organo (Fux zamieścił partyturę w Gradus ad Parnassum)
- Missa de vicissitudinis quatuor vocum et organo (Fux zamieścił partyturę w Gradus ad Parnassum)
- Missa in fletu solatium quatuor vocum et organo
- Missa credo in unum Deo quatuor vocum et organo
- Missa Constantiae a quattro voci, due violini, viole, tre tromboni ed organo
- Ave Maria a quattro voci, senz’organo
- La deposizione della croce di Gesù Cristo (oratorio, 1728)

### Opery
- La clemenza di Augusto (Wiedeń, 1702)
- Offendere per amare, ovvero la Telesilla (Wiedeń, 1702)
- Julo Ascanio, re d'Alba (Wiedeń, 1708)
- Decima fatica di Ercole, ovvero la sconfitta di Gerione in Spatna (Wiedeń, 1710)
- Elisa
- Angelica vincitrice di Alcina (Wiedeń, 1716)
- Psyche (1719)
- La corona d'Arianna (1726)
- Costanza e fortezza (Praga, 1726)
- Enea negli Elisi (Wiedeń, 1731)

### Muzyka instrumentalna
- concentum musico-instrumentalem w 7 partitas divisus (Norymberga, 1701)
- Sei ouvertures per due violini, viola, basso, due oboi e un contrabbasso
- Trii per due violini e basso